# 法蓮寺 (品川区)
法蓮寺（ほうれんじ）は、東京都品川区旗の台3丁目にある寺院。旧本山は大本山池上本門寺。中道不二庵法類・中延法縁縁頭寺。

## 歴史
文永年間に当地を治めていた荏原義宗(源義家の末裔といわれている)が篤く日蓮宗に帰依し、息子である徳次郎を、日蓮の高弟・日朗の弟子とさせた。徳次郎は後に朗慶上人となり、荏原氏の館跡に法蓮寺を開山した。法蓮寺は隣接する旗岡八幡神社の別当寺になった。江戸時代になると、旗岡八幡宮は二代将軍・徳川秀忠の祈願所となり、また39世代住職・日詮は江戸城大奥でも人気の僧であった。荏原七福神のひとつ恵比寿神を祀っている。
天保年間に斎藤月岑が描いた江戸名所図会にも中延八幡宮・法連寺としてその俯瞰図が描かれている。

## 施設・史跡
もともとの建造物は1945年戦災で焼け、現存するのは戦後再建されたもの
- 本堂
- 恵比寿堂

## アクセス
- 東急大井町線・荏原町駅より徒歩1分[1]。
- 拝観は無料。